# Mjötjärnen (Norsjö socken, Västerbotten)
Mjötjärnen är en sjö i Norsjö kommun i Västerbotten och ingår i Skellefteälvens huvudavrinningsområde. Sjöns area är 0,017 kvadratkilometer och den befinner sig 305 meter över havet.